# フランチェスカ・ブラウン
フランチェスカ・ブラウン（Francesca Brown、1987年 - ）は、イギリス生まれの女優。ロンドンを拠点に活動している。
テレビドラマ『HUMAN BOMB』の生徒役で女優デビューした。『小さな目撃者』のメリッサ・リッチモンド役で映画出演デビューし、主演を務めた。映画公開当時に来日し、インタビューにも答えている。

## 出演作品

### 映画
- 小さな目撃者（Do Not Disturb） - メリッサ・リッチモンド役

### テレビドラマ
- HUMAN BOMB - 女生徒役